# آی‌ان‌اس ناشاک (کی۸۷)
آی‌ان‌اس ناشاک (کی۸۷) (به انگلیسی: INS Nashak (K87)) یک کشتی است که طول آن 38.6 meters می‌باشد.